# Organo della chiesa di San Salvatore a Pellworm

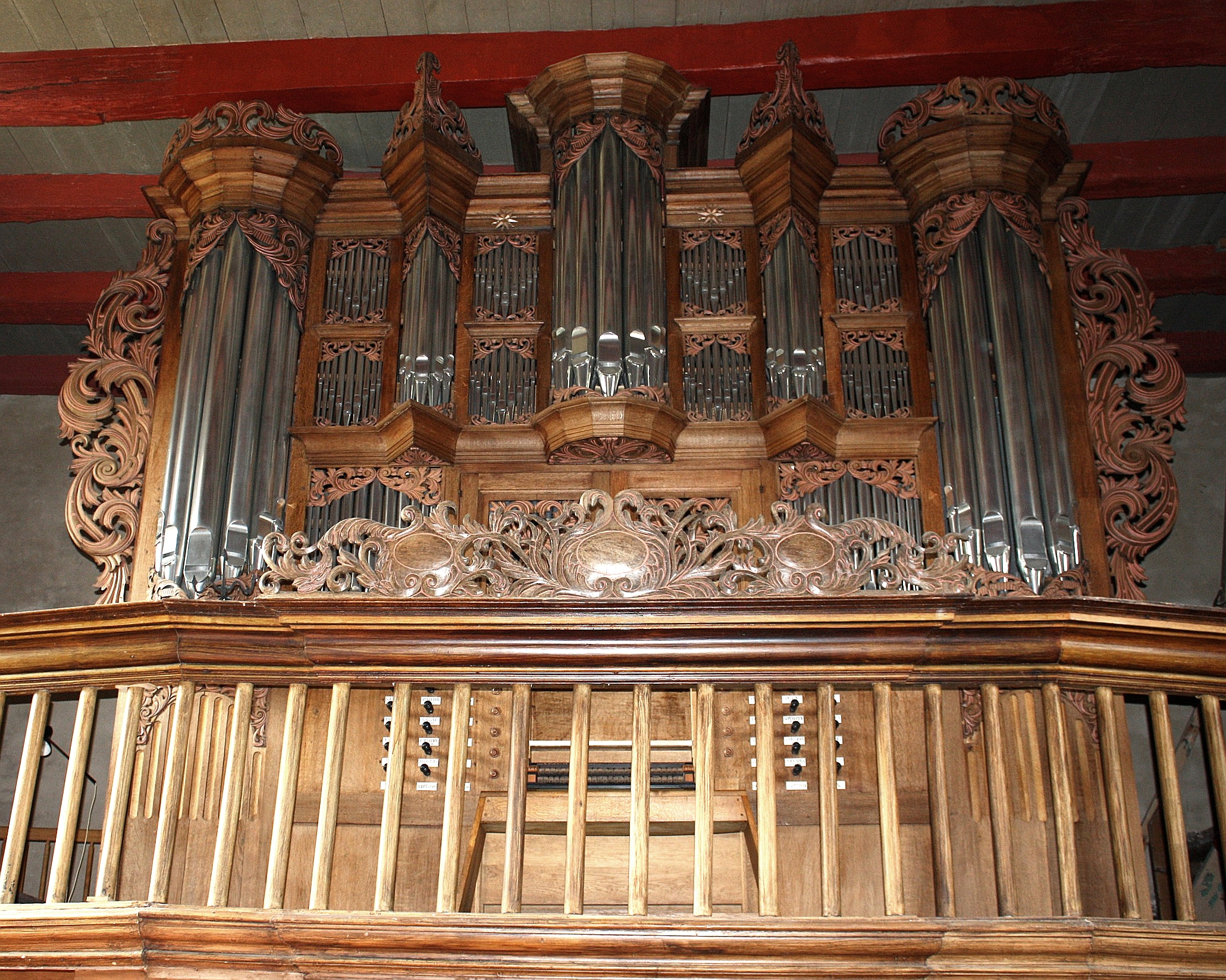
L'organo della chiesa di San Salvatore a Pellworm.

Con organo della chiesa di San Salvatore ci si riferisce a un organo monumentale costruito a Pellworm, in Germania.

## Storia
Le prime notizie circa la presenza di un organo all'interno della chiesa di San Salvatore risalgono al 1593. Arp Schnitger, nel 1710-1711, realizzò un nuovo strumento da 24 registri, due manuali e pedaliera. Nel 1754 Johann Daniel Busch eseguì alcune riparazioni, occupandosi poi della regolare manutenzione dello strumento fino al 1764, anno in cui gli succedette Johann Jochen Maass. Nel 1781 Boye Lorentzen fece alcune riparazioni, seguite da altre effettuate nel 1865 da Friedrich Christian Theodor Schulze.
Fra il 1890 e il 1892 Emil Hansen intervenne pesantemente sullo strumento, sostituendo metà delle canne originali di Schnitger con canne nuove e abbassando di un tono l'intonazione generale. Ernst Brandt, nel 1954, eseguì un nuovo restauro, cercando di rimediare alle manipolazioni di Hansen, ma il risultato finale si rivelò insoddisfacente. 
Fra il 1987 e il 1989 Gebrüder Hillebrand eseguì un restauro filologico completo dello strumento, riportandolo alle sue condizioni del 1711. Hillebrand rimediò ai lavori di Hansen, riparò i somieri, realizzò nuovi tasti in bosso ed ebano, montò una nuova pedaliera e reintonò lo strumento.

## Caratteristiche tecniche
Attualmente l'organo è a trasmissione interamente meccanica, l'aria è prodotta da quattro mantici a cuneo, la pressione del vento è di 58 mm in colonna d'acqua, il corista del La corrisponde a 470 Hz e il temperamento è il Werckmeister. La disposizione fonica è la seguente:
| Primo manuale - Hauptwerk |        |     |
| Prinzipal                 | 8'     | S/H |
| Gedackt                   | 8'     | S   |
| Oktave                    | 4'     | S   |
| Spitzflöte                | 4'     | S   |
| Nasat                     | 2' 2/3 | H   |
| Superoktave               | 2'     | S   |
| Gemshorn                  | 2'     | S   |
| Rauschpfeife              | II     | H   |
| Mixtur                    | IV-VI  | H   |
| Trompete                  | 8'     | H   |

| Secondo manuale - Brustwerk |    |   |
| Gedackt                     | 8' | S |
| Waldflöte                   | 4' | S |
| Oktave                      | 2' | H |
| Sesquialtera                | II | H |
| Scharf                      | IV | H |
| Dulzian                     | 8' | H |

| Pedal      |     |     |
| Quintadena | 16' | S   |
| Prinzipal  | 8'  | S/H |
| Oktave     | 4'  | H   |
| Nachthorn  | 2'  | H   |
| Mixtur     | VI  | H   |
| Posaune    | 16' | S/H |
| Trompete   | 8'  | H   |
| Cornet     | 2'  | H   |

| Accessori   |   |
| Tremulant   | H |
| Cymbelstern | H |

S = Arp Schnitger (1693-1694).
H = Gebrüder Hillebrand (1987-1989).